# Купол Гекаты
Купол Гекаты (лат. Hecates Tholus) — вулкан на Марсе, обнаруженный в ходе миссии Европейского космического агентства Mars Express. На снимках этого вулкана обнаружены следы крупного извержения, которое произошло около 350 миллионов лет назад и создало 10-километровую кальдеру. Было высказано предположение, что позднее эту кальдеру и смежные низменности частично заполнили ледниковые отложения. Судя по концентрации там ударных кратеров, это произошло совсем недавно (от 24 до 5 миллионов лет назад). Но по данным климатических моделей лёд на средних широтах Марса ныне нестабилен, следовательно, он мог там быть только во времена с другим климатом. Было показано, что время существования ледников хорошо совпадает со временем повышенного наклона оси вращения Марса.
Купол Гекаты имеет диаметр 182 км, и расположен по координатам 32°07′ с. ш. 150°14′ в. д. / 32,12° с. ш. 150,24° в. д. на равнине Элизий. Это самый северный из вулканов данного нагорья; южнее расположены гора Элизий и купол Альбор.
- Карта высот купола Гекаты
- Изображение, снятое Mars Global Surveyor